# 青森鐵道
青森鐵道股份有限公司（日语：／ Aoimori Tetsudō */?），簡稱青森鐵道，是一家日本青森縣的第三部門鐵路業者，總部設於青森縣青森市篠田1丁目6－2。青森鐵道主要是為了青森鐵道線（青い森鉄道線）的營運，而由青森縣與鐵路沿線的自治體及一些青森當地的企業與地方單位所集資特別設置的事業體。

## 簡介
青森鐵道所經營的青森鐵道線原本是東日本旅客鐵道（JR東日本）所屬的東北本線之一部份，但在東北新幹線盛岡 - 八戶之間的延伸段通車之後，與其平行的東北本線即讓渡給所在地的地方自治體，並成立第三部門鐵路公司負責承接路線的經營。其中位於青森縣境內的路段是由青森鐵道所承接，而岩手縣境內盛岡車站以北的路段，則是由IGR岩手銀河鐵道（IGRいわて銀河鉄道）負責承接。
青森鐵道線是一條資產採上下分離方式經營的鐵路線，其中以鐵路車輛為主的動產（「上」的部分）是由第三部門企業體青森鐵道擁有，但所屬路線的軌道、車站、月台與相關固定設備（「下」的部分）則仍然是青森縣的縣產。
青森鐵道線在2002年12月1日初通車時，原本只有包含目時至八戶間的路段。直到2010年12月4日，東北新幹線八戶至新青森間的路段通車後，並行的東北本線八戶至青森間路段才正式移交給青森鐵道經營。在新路段加入之後，青森鐵道線才終於算是正式全線營運。

## 路線
| 中文線名   | 日文線名 | 起點 | 終點 | 距離（公里） |
| ---------- | -------- | ---- | ---- | ------------ |
| 青森鐵道線 |          | 目時 | 青森 | 121.9        |

在實際的營運上，青森鐵道線目時～八戶的區間與岩手銀河鐵道線（いわて銀河鉄道線）全線均採用直通運行的運行方式，互相可駛入對方的路線聯營。青森鐵道每日平均發車103班（包含18班快速列車），除了與IGR岩手銀河鐵道互相直通運行的班次外，也有部分車班會與JR東日本所屬的路線直通，包括5往復的大湊線直通班次。之前也曾出現與八戶線和奧羽本線直通運行的班次，唯已悉數取消。
除此之外，JR貨物的貨物列車、JR東日本直通大湊線的下北號列車、臨時觀光列車Resort翌檜號下北編組（リゾートあすなろ下北）仍使用青森鐵道所擁有的在來線路軌營運。而過去由JR東日本與JR北海道聯營的北斗星號和仙后座號等長途臥舖列車，也會行經青森鐵道線及岩手銀河鐵道線。

## 企業識別

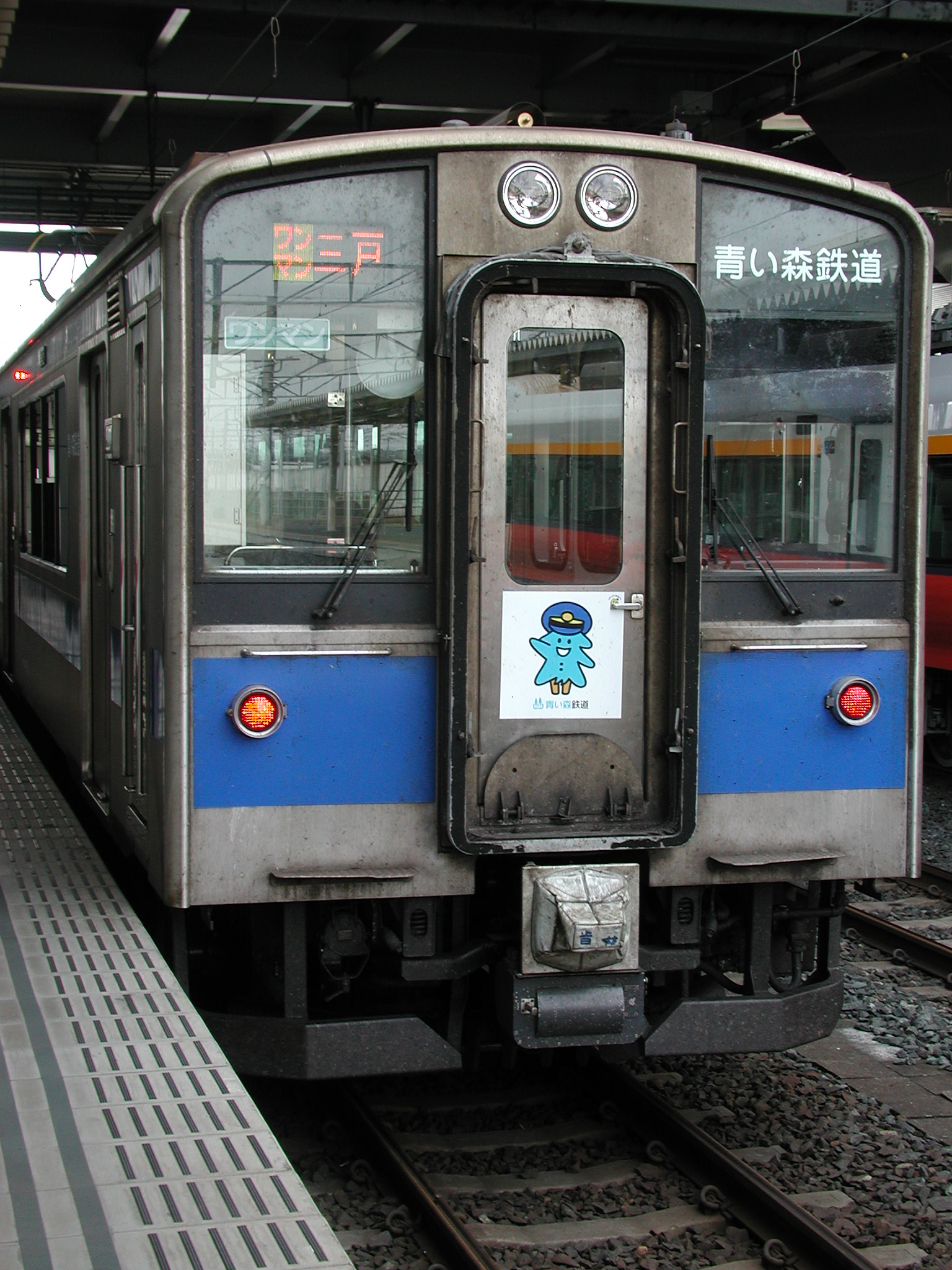
為了紀念鐵道日，在限期推出的列車頭牌設計上可以見到吉祥物Molly的圖樣。2009年10月攝於八戶。

青森鐵道原本使用的企業識別標誌，是以紅藍綠三色配色的蘋果（青森縣特產）作為造型概念，列車也採沿用自JR東日本時代的銀色車體搭配藍色線條的塗裝設計。2009年時，配合青森鐵道線即將全線通車至青森，該公司在2009年2月時舉辦了針對新企業識別標誌與吉祥物造型的公開募集活動，收到約2,400件商標設計與約1,300件的吉祥物造型提案。透過針對青森縣當地居民的投票活動，青森鐵道在同年7月時公布最後決選的商標與吉祥物造型，其中新商標組合了代表青森縣海洋的配色、代表森林的樹木與列車的圖樣。至於被暱稱為（Molly，在日文中與「森」字發音接近）的吉祥物是一棵藍色的樹，其背景故事設定是這顆突然在森林中誕生的藍色樹木，原本為了自己的顏色與其他樹木不同而煩惱，直到它遇到一位青森鐵道的車掌教導它只要好好做自己顏色不同也無妨，因而變得有自信。為了報恩，Molly決定加入鐵路公司工作。配合新企業識別標誌與吉祥物的誕生，青森鐵道陸續修改旗下列車的塗裝，改使用新企業識別的淺藍色並繪上偌大的Molly圖樣作為裝飾。

## 圖片集

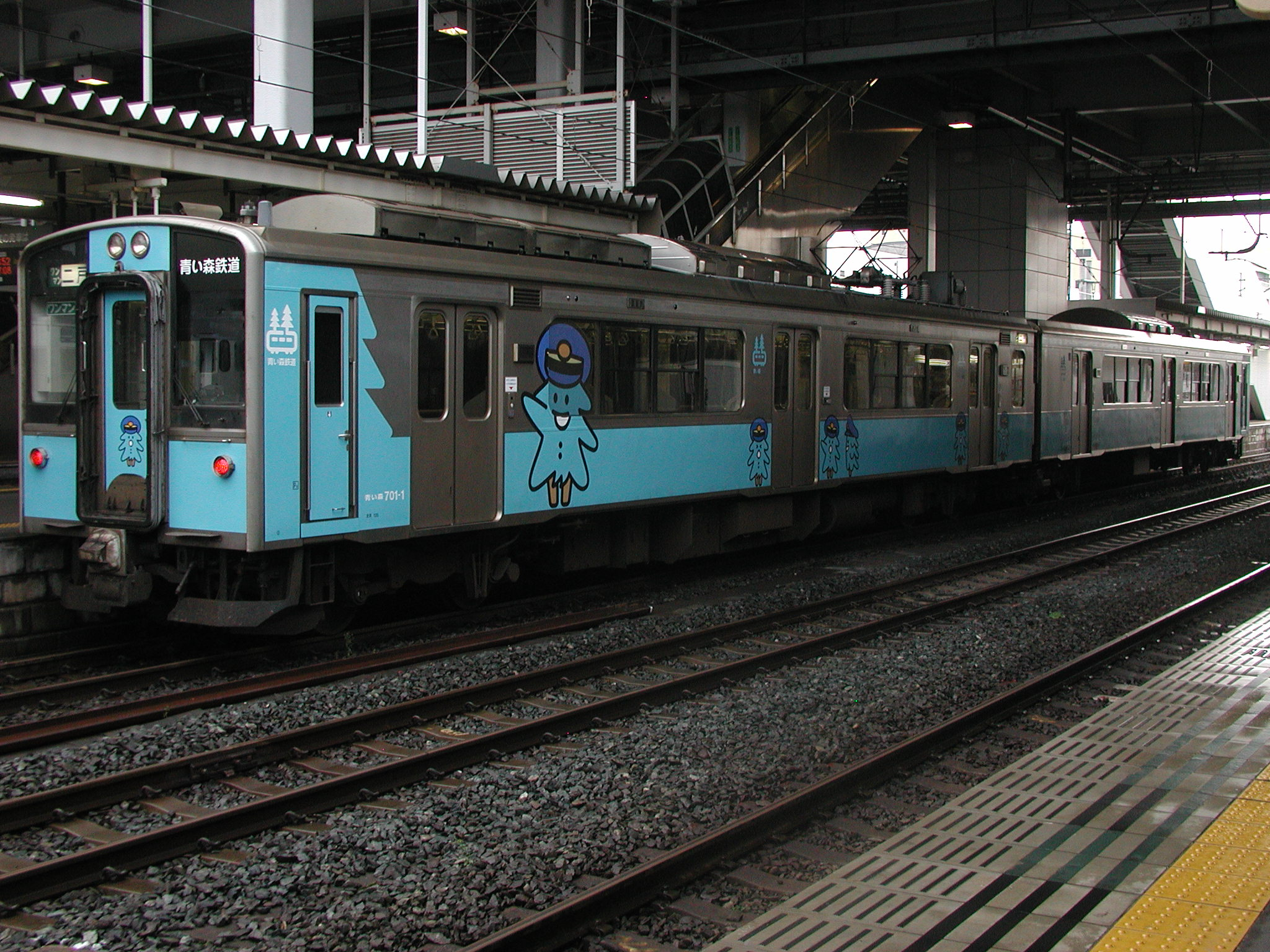
停靠在八戶車站內的青森701系新塗裝列車。
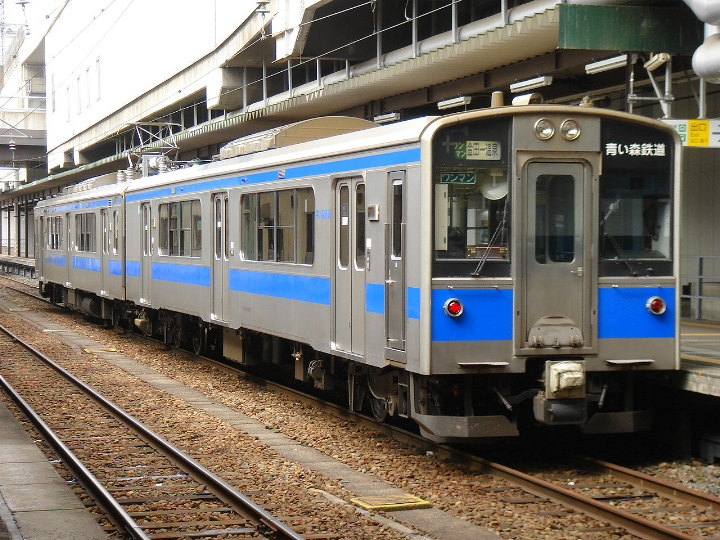
舊塗裝青森701系電聯車，2007年時攝於盛岡車站內。
2009年之前的青森鐵道舊版企業識別標誌。

## 外部連結
- 官方網站 （页面存档备份，存于）（日語）
- 吉祥物Molly的官方Ameba部落格 （页面存档备份，存于）（日語）